# Hendrik Meijer
Hendrik Meijer (Hengelo, 28 december 1883 – Grand Rapids, 31 mei 1964) was een Nederlands-Amerikaans ondernemer. Hij is de grondlegger van de Amerikaanse winkelketen Meijer.

## Levensloop
Meijer was de zoon van een arbeider van de Hengelose machinefabriek Stork. In 1896 ging hij zelf aan de slag als leerling-spinner bij een textielafdeling van Stork. Na enkele jaren de militaire dienst te hebben vervuld, emigreerde Meijer in 1907 met zijn vader en zus naar de Verenigde Staten, waar hij terechtkwam in de plaats Holland in de staat Michigan. De protestante levenswijze van de veelal Hollandse emigranten beviel de anarchistisch en socialistisch ingestelde Meijer niet. Hij beproefde zijn geluk in verschillende plaatsen en beroepen en vestigde zich in 1912 als kapper in Greenville. Hij liet datzelfde jaar zijn verloofde Gezina Mantel vanuit Nederland overkomen en trouwde met haar.
Toen tijdens de Grote Depressie de zaken minder gingen, startte Meijer in 1934 in het pand naast zijn kapsalon een kruidenierswinkel. Aanvankelijk onder de naam North Side Grocery, later werd dit gewijzigd in Meijer's Grocery en vanaf 1936 in de Thrift Market. Hij leende ruim 300 dollar om een eerste voorraad aan goederen in te slaan. Zijn veertienjarige zoon Fred Meijer was een van zijn werknemers. Meijer introduceerde zelfbediening en de klantenkaart in zijn winkel en kocht regelmatig elders grote partijen goederen op die hij vervolgens tegen scherpe prijzen verkocht. Nadat de eerste winkel verschillende keren uitgebreid was, richtte Meijer zich in de jaren veertig op het openen van vestigingen in plaatsen in de omgeving van Greenville, onder de naam Meijer's Super Market.
Meijer was in de jaren vijftig een van de eersten in de regio die zijn winkels inrichtte met kassabanden. Rond 1960 bezat hij ruim twintig winkels. In 1962 introduceerde hij de hypermarkt in de VS. In het pand in Grand Rapids had hij eerst geprobeerd om ruimtes te verhuren aan verschillende ondernemers. Toen dat niet goed van de grond kwam, besloot hij onder de naam Meijer Thrifty Acres zelf de ruimte te gebruiken om een breed scala aan zowel food als non-food goederen te verkopen. Meijer gebruikte het begrip one stop shopping voor zijn concept; één winkel waar je alles kunt kopen.
Na de dood van Meijer in 1964 bouwde zijn zoon Fred Meijer de winkelketen verder uit, met hypermarkten in vijf verschillende staten. In 1986 werd de naam gewijzigd van Meijer Thrifty Acres naar Meijer.

## Publicatie
- Hank Meijer, Thrifty Years: The Life of Hendrik Meijer (1984, Eerdmans Publishing)